# Changtse
Le Changtse est un sommet tibétain de l'Himalaya. Son nom signifie en tibétain « pic au nord », car il est situé juste au nord de l'Everest.

## Ascensions
- 1982 - Première ascension le 3 octobre par Johan Taks lors d'une expédition néerlandaise. Il était alors membre de l'expédition hollandaise de 1982 sur l'Everest et décida contre le gré de ses partenaires et sans permis d'ascension de faire l'ascension de ce sommet. Onze jours plus tard, une expédition allemande avec un permis d'ascension en fit la première ascension officielle.